# Мюзинг, Оскар
Оскар Мюзинг (нем. Oskar Mysing, 1867-????) — немецкий романист. Писал под псевдонимом Отто Мора (нем. Otto Mora).
Он издал романы:
- «Ein Reactionär»
- «Heidnische Geschichten»
- «Ueberreif»
- «Ein Revolutionär»
- «Kampf der Gesellschaft»
- «Die Bildungsmüden»
- «Satan auf Reisen»
- «Der Kampf um Liebe»
- «Die verfolgte Phantasie».

ЭСБЕ ставит Мюзинга по таланту, выше многих представителей так называемой «Новейшей Германии». Там же отмечается, что будучи реалистом, он боролся, однако, против грубого материализма и нервозности современных ему немецких писателей.